# Calle de Huelva (Barcelona)
La calle de Huelva es una calle de los barrios de San Martín de Provensals y La Verneda de Barcelona. Recibe su nombre por Huelva, ciudad andaluza. Su nombre actual fue aprobado el 7 de julio de 1942 y forma parte del conjunto de calles de esos barrios dedicadas a otras ciudades y regiones españolas. Aparece en el Plan Cerdá con la letra K. La zona que ocupa fue edificada durante el franquismo con edificios de construcción pública para dar cabida a los llegados desde otras regiones de España. Enlaza la calle de Valencia con la calle de Cantabria.